# Austrodecus tubiferum
Austrodecus tubiferum är en havsspindelart som beskrevs av Stock, J.H. 1957. Austrodecus tubiferum ingår i släktet Austrodecus och familjen Austrodecidae. Inga underarter finns listade.